# Campionati del mondo di atletica leggera 1987 - Salto in lungo maschile
La gara del salto in lungo maschile dei Campionati del mondo di atletica leggera 1987 si tenne tra il 4 e il 5 settembre.

## Podio
| Pos.    | Atleta         | Nazionalità      | Prestazione |
| ------- | -------------- | ---------------- | ----------- |
| Oro     | Carl Lewis     | Stati Uniti      | 8,67 m      |
| Argento | Robert Ėmmijan | Unione Sovietica | 8,53 m      |
| Bronzo  | Larry Myricks  | Stati Uniti      | 8,33 m      |

## Situazione pre-gara

### Record
Prima di questa competizione, il record del mondo (RM) e il record dei campionati (RC) erano i seguenti:
| Record                | Prestazione   | Atleta                 | Data                                       | Competizione         |
| --------------------- | ------------- | ---------------------- | ------------------------------------------ | -------------------- |
| Record mondiale       | 8,90A m(+1,9) | Bob Beamon Stati Uniti | 18 ottobre 1968 Città del Messico, Messico | Giochi olimpici 1968 |
| Record dei campionati | 8,55 m        | Carl Lewis Stati Uniti | 10 agosto 1983 Helsinki, Finlandia         | Mondiali 1983        |

### Campioni in carica
I campioni in carica a livello olimpico e mondiale erano:
| Campione | Atleta                 | Prestazione | Data                                   | Competizione         |
| -------- | ---------------------- | ----------- | -------------------------------------- | -------------------- |
| Olimpico | Carl Lewis Stati Uniti | 8,54 m      | 6 agosto 1984 Los Angeles, Stati Uniti | Giochi olimpici 1984 |
| Mondiale | Carl Lewis Stati Uniti | 8,55 m      | 10 agosto 1983 Helsinki, Finlandia     | Mondiali 1983        |

### La stagione
Prima di questa gara, gli atleti con le migliori tre prestazioni dell'anno erano:
| Pos. | Atleta         | Prestazione   | Data           | Luogo        |
| ---- | -------------- | ------------- | -------------- | ------------ |
| 1    | Robert Ėmmijan | 8,86 m (+1,9) | 22 maggio 1987 | Cachkadzor   |
| 2    | Carl Lewis     | 8,75 m (+1,7) | 16 agosto 1987 | Indianapolis |
| 3    | Larry Myricks  | 8,63 m (+2,0) | 26 giugno 1987 | San Jose     |

## Risultati[3][4]

### Turni eliminatori
| 2Gruppi | 4 settembre | 40 iscritti    | Si qualificano alla finale chi supera i 7.95 m (Q) o si trova almeno tra i primi 16. |
| Finale  | 5 settembre | 17 concorrenti |                                                                                      |

### Qualificazioni
Venerdì 4 settembre 1987
| Pos. | Atleta                | Nazione           | Misura | Vento (m/s) | Note |
| ---- | --------------------- | ----------------- | ------ | ----------- | ---- |
| 1    | Robert Ėmmijan        | Unione Sovietica  | 8,19 m | (+0,8)      | Q    |
| 2    | Paul Emordi           | Nigeria           | 8,14 m | (+1,8)      | Q    |
| 3    | Vladimir Bobylev      | Unione Sovietica  | 8,08 m | (+0,3)      | Q    |
| 4    | Jarmo Kärnä           | Finlandia         | 8,06 m | (+1,8)      | = Q  |
| 5    | Junichi Usui          | Giappone          | 8,02 m | (+1,4)      | = Q  |
| 6    | Jaime Jefferson       | Cuba              | 8,00 m | (+1,1)      | Q    |
| 7    | Mike Conley           | Stati Uniti       | 7,99 m | (-0,4)      | Q    |
| 8    | Norbert Brige         | Francia           | 7,96 m | (-0,3)      | = Q  |
| 9    | Frans Maas            | Paesi Bassi       | 7,78 m | (+0,7)      |      |
| 10   | Róbert Széli          | Cecoslovacchia    | 7,59 m | (-0,3)      |      |
| 11   | Dietmar Haaf          | Germania Ovest    | 7,51 m | (+0,8)      |      |
| 12   | Ray Quinones          | Porto Rico        | 7,41 m | (-0,2)      |      |
| 13   | Jeffrey Neptune       | Grenada           | 7,11 m | (+2,2)      |      |
| 14   | Marcus César Barros   | Brasile           | 6,94 m | (+1,9)      |      |
| 15   | Devon Hyde            | Belize            | 6,61 m | (+1,3)      |      |
| 16   | António Santos        | Angola            |        | nm          |      |
| 17   | Stanisław Jaskułka    | Polonia           |        | nm          |      |
| 18   | Lester Benjamin       | Antigua e Barbuda |        | nm          |      |
| 19   | Bruny Surin           | Canada            |        | nm          |      |
| 20   | Dimítrios Hatzópoulos | Grecia            |        | nm          |      |

| Pos. | Atleta               | Nazione          | Misura | Vento (m/s) | Note                          |
| ---- | -------------------- | ---------------- | ------ | ----------- | ----------------------------- |
| 1    | Carl Lewis           | Stati Uniti      | 8,36 m | (+0,5)      | Q                             |
| 2    | Larry Myricks        | Francia          | 8,20 m | (+0,4)      | Q                             |
| 3    | Jens-Uwe Hirschberg  | Germania Est     | 8,10 m | (+0,7)      | = Q                           |
| 4    | Yusuf Alli           | Nigeria          | 8,07 m | (+0,9)      | Q                             |
| 5    | Vladimir Amidjinov   | Bulgaria         | 8,05 m | (+0,7)      | = Q                           |
| 6    | Heiko Reski          | Germania Ovest   | 8,03 m | (+1,2)      | = Q                           |
| 7    | Sergey Layevskiy     | Unione Sovietica | 7,98 m | (+1,4)      | Q                             |
| 8    | Giovanni Evangelisti | Italia           | 7,97 m | (-0,3)      | Q                             |
| 9    | Ivo Krsek            | Cecoslovacchia   | 7,96 m | (+0,5)      | Q                             |
| 10   | Emiel Mellaard       | Paesi Bassi      | 7,93 m | (+1,1)      |                               |
| 11   | Chen Zunrong         | Cina             | 7,90 m | (+0,9)      |                               |
| 12   | Andreas Steiner      | Austria          | 7,87 m | (+1,3)      |                               |
| 13   | Fred Salle           | Camerun          | 7,60 m | (+1,1)      |                               |
| 14   | Antonio Corgos       | Spagna           | 7,60 m | (+1,3)      |                               |
| 15   | Ian James            | Canada           | 7,54 m | (+1,2)      |                               |
| 16   | Badara Mbengue       | Senegal          | 7,23 m | (-0,4)      | Miglior prestazione personale |
| 17   | Carlos Casar         | Messico          | 7,21 m | (+0,8)      | Miglior prestazione personale |
| 18   | Wilbert Lee          | Montserrat       | 6,61 m | (+1,3)      | Miglior prestazione personale |
| 19   | Jeroen Fischer       | Belgio           |        | dns         |                               |
| 20   | Kim Won-jin          | Corea del Sud    |        | dns         |                               |

### Finale
Sabato 5 settembre 1987
| Pos | Atleta               | Nazionalità      | 1ª prova | 2ª prova | 3ª prova | 4ª prova | 5ª prova | 6ª prova | Risultato               | Note                          |
| --- | -------------------- | ---------------- | -------- | -------- | -------- | -------- | -------- | -------- | ----------------------- | ----------------------------- |
|     | Carl Lewis           | Stati Uniti      | 8,67 m   | 8,65 m   | 8,67 m   | 8,43 m   | x        | 8,60 m   | 8,67 m Vento (m/s)=+0,4 | Record dei campionati         |
|     | Robert Ėmmijan       | Unione Sovietica | 8,30 m   | x        | x        | 8,53 m   | x        | x        | 8,53 m (-0,2)           |                               |
|     | Larry Myricks        | Stati Uniti      | x        | 8,04 m   | 8,23 m   | 8,13 m   | 8,33 m   | 8,20 m   | 8,33 m (-0,9)           |                               |
| 4   | Giovanni Evangelisti | Italia           | x        | 8,09 m   | 8,19 m   | 7,59 m   | x        | x        | 8,19 m (+0,3)           |                               |
| 5   | Jens-Uwe Hirschberg  | Germania Est     | 8,16 m   | 8,04 m   | 7,97 m   | 7,85 m   | x        | 7,95 m   | 8,16 m (-0,6)           | Miglior prestazione personale |
| 6   | Jaime Jefferson      | Cuba             | 7,78 m   | 7,85 m   | 8,09 m   | 8,04 m   | 7,84 m   | 8,14 m   | 8,14 m (-0,8)           |                               |
| 7   | Vladimir Amidjinov   | Bulgaria         | 8,11 m   | 7,80 m   | 8,05 m   | 7,86 m   | 7,99 m   | 8,01 m   | 8,11 m (-0,3)           | Miglior prestazione personale |
| 8   | Mike Conley          | Stati Uniti      | x        | 8,10 m   | x        | x        | x        | x        | 8,10 m (+0,5)           |                               |
| 9   | Sergey Layevskiy     | Unione Sovietica |          |          |          |          |          |          | 8,08 m (-0,5)           |                               |
| 10  | Heiko Reski          | Germania Ovest   |          |          |          |          |          |          | 8,03 m (+0,4)           |                               |
| 11  | Yusuf Alli           | Nigeria          |          |          |          |          |          |          | 8,00 m (-1,9)           |                               |
| 12  | Junichi Usui         | Giappone         |          |          |          |          |          |          | 8,00 m (+2,0)           |                               |
| 13  | Vladimir Bobylev     | Unione Sovietica |          |          |          |          |          |          | 7,90 m (+2,6)           |                               |
| 14  | Jarmo Kärnä          | Finlandia        |          |          |          |          |          |          | 7,83 m (+0,5)           |                               |
| 15  | Norbert Brige        | Francia          |          |          |          |          |          |          | 7,82 m (-0,4)           |                               |
| 16  | Paul Emordi          | Nigeria          |          |          |          |          |          |          | 7,80 m (-0,1)           |                               |
| 17  | Ivo Krsek            | Cecoslovacchia   |          |          |          |          |          |          | 7,72 m (-1,1)           |                               |

## I retroscena del post-gara: il caso Evangelisti
Il concorso di salto in lungo maschile del campionato mondiale 1987 passò alle cronache come gara truccata.
A fine gara la classifica vedeva al primo posto lo statunitense Carl Lewis (8,67 m), a seguire il sovietico Robert Ėmmijan (8,53 m) e al terzo posto l'italiano Giovanni Evangelisti (8,38 m, medaglia di bronzo e nuovo record italiano della specialità al 6º e ultimo salto).
L'Università dello Sport di Colonia e la rivista tedesco-federale Leichtathletik misero in forte dubbio la misurazione ufficiale attribuita al saltatore italiano, benché all'insaputa di quest'ultimo.
Anche il sovietico Igor' Ter-Ovanesjan, ex atleta e primatista mondiale, nonché tecnico di salto in lungo, aveva rilasciato gravi dichiarazioni al riguardo a un giornale del suo Paese.
I giudici addetti al livellamento della sabbia, Mario Biagini e Alessandro Di Carlo, in una lettera alla FIDAL affermarono di aver visto il picchetto prisma, che segnala la misura, sempre in corrispondenza della traccia lasciata dall'atleta.
Le successive ricostruzioni della gara, su iniziativa sia della stampa estera che di quella nazionale, misero in luce diverse incongruenze rispetto allo svolgimento della stessa.
Circolarono anche voci di un ventilato reclamo da parte della federatletica britannica nonché delle rimostranze dell'atleta cubano Jefferson che riteneva di essere stato danneggiato con una misurazione riduttiva del suo ultimo salto, maggiore a suo dire degli 8,14 m rilevati.
Si ipotizzò anche che il miglior salto di Larry Myricks fosse stato ridotto di 30 centimetri.
Non mancarono altresì voci che attribuirono la manomissione all'influenza delle imminenti elezioni dei vertici del CONI.
A seguito di esposto presentato ai Carabinieri da parte del tecnico federale Sandro Donati fu avviata un'inchiesta giudiziaria sull'accaduto.
La stampa denunciò reticenze e aspetti non chiariti della vicenda nonché coincidenze incongruenti.
Nell'edizione serale del TG2 Rai del 5 novembre 1987 Gianfranco De Laurentiis mandò in onda un'analisi comparata dei salti di Evangelisti, di Lewis e di Myricks elaborate tramite il Telebeam, sussidio computerizzato utile a calcolare su un supporto bidimensionale le distanze in un ambiente prospettico tridimensionale; l'analisi fu ripetuta lo stesso giorno nella rubrica televisiva Sportsette e, successivamente, richiamata in una puntata del programma televisivo Domani si gioca, ospite Gianni Minà.
A propria volta la federazione internazionale d'atletica leggera, in una nota del 14 dicembre 1987, ribadì la regolarità della prestazione di Evangelisti ritenendo credibile il rapporto dei giudici internazionali presenti alla gara che non avevano evidenziato attività illecite.
Tuttavia Giovanni Evangelisti comunicò, pur essendo stato formalmente scagionato da qualsiasi ipotesi di illecito sportivo, la propria intenzione di restituire la medaglia che, a suo dire, non aveva più alcun valore e significato per lui.
A seguire, Donati fu esonerato dall'incarico di tecnico della nazionale e trasferito al centro di avviamento allo sport del CONI.
La restituzione della medaglia da parte di Evangelisti avvenne a fine anno.
Il ministro dello sport Franco Carraro dichiarò alla stampa che «il caso Evangelisti offusca l'immagine sportiva dell'Italia intera, dai dirigenti agli atleti».
Il tedesco August Kirsch, membro del consiglio direttivo della IAAF, annunciò il proposito di presentare il caso Evangelisti alla successiva riunione federale, in programma a Londra nell'aprile 1988.
La vicenda del salto di Evangelisti diede spunto a stampa e CONI, nella persona del suo presidente Arrigo Gattai, per chiedere conto all'italiano Primo Nebiolo, presidente IAAF e FIDAL, di far chiarezza su una serie di circostanze riguardanti presunte pressioni su atleti da parte dei tecnici federali affinché accettassero di sottoporsi a pratiche dopanti nonché di avere ignorato gli avvertimenti sulle sostanze proibite contenuti in un dossier presentato dall'allora tecnico Carlo Vittori.
La conferenza stampa che ne seguì fu giudicata dai giornalisti sostanzialmente insoddisfacente e piena di reticenze.
L'Espresso, pubblicò un reportage-inchiesta sulle presunte manipolazioni del salto di Evangelisti, con nuove rilevazioni elettroniche.
Il TG2 presentò a fine gennaio 1988 un filmato inedito da una prospettiva alternativa.
La procura della Repubblica di Roma non rilevò alcun reato, ipotizzando sostanzialmente il caso di un illecito sportivo.
Parallelamente a quella penale, era in corso un'indagine sportiva del CONI.
Il 23 marzo successivo il PM del tribunale di Roma Antonino Vinci chiese l'archiviazione per «difficile attuazione [di] un eventuale preordinato disegno di alterazione dei risultati».
Il 3 marzo precedente, in una lettera al quotidiano la Repubblica, il direttore tecnico del settore nazionale femminile della FIDAL Elio Locatelli, chiamato in causa nella vicenda, aveva dichiarato la sua estraneità ai fatti.
La giunta esecutiva del CONI, riunitasi il 26 marzo, concluse che la misura di 8,38 m di Evangelisti non corrispondeva al vero, e ne attribuì l'errata misurazione ad attività umana; un mese più tardi la IAAF rimosse dalle statistiche ufficiali la misura conseguita da Evangelisti e gli attribuì la migliore misura utile rilevata in gara, 8,19 m, scalandolo al quarto posto e assegnando il bronzo mondiale a Larry Myricks con 8,33 m.
A seguito di tale decisione, e delle polemiche sulla gestione degli atleti che ne seguirono, si dimisero Enzo Rossi, dal 1975 direttore tecnico della nazionale maschile di atletica leggera, e Luciano Barra, segretario generale della FIDAL; un anno più tardi si dimise lo stesso presidente Primo Nebiolo e nel 1990 fu la volta di Mario Vivaldi, membro della commissione federale giudicante, a seguito del giudizio federale negativo sulle risultanze di un'indagine da essa condotta riguardo al caso-Evangelisti.